# Bocundji Ca
Bocundji Ca (Biombo, 1986. december 28. –) válogatott bissau-guineai labdarúgó, középpályás.

## Pályafutása
Bocundji Ca 1986-ban született Biombóban, Bissau-Guineában. Juniorként futballozott az FC Girondins de Bordeaux és az FC Nantes csapatában, utóbbi csapat színeiben mutatkozott be a francia élvonalban, még 2005 januárjában egy Stade Rennais elleni győztes mérkőzésen. Ca az évek során több francia csapatnál is megfordult (Tours FC, AS Nancy-Lorraine, Stade de Reims, FC Châteauroux), 2016-ig a Paris FC-ben játszott.

## Válogatott
Bocundji Ca tagja volt a 2017-es afrikai nemzetek kupájára kvalifikált bissau-guineai válogatott keretének. Jelenleg ő a válogatott csapatkapitánya is.